# عماد (المحابشة)

تعديل مصدري - تعديل

عماد هي إحدى قرى عزلة حجر بمديرية المحابشة التابعة لمحافظة حجة، بلغ تعداد سكانها 527 نسمة حسب تعداد اليمن لعام 2004.